# Casa de Campo
Cet article concerne le parc. Pour les autres significations, voir Casa de campo.

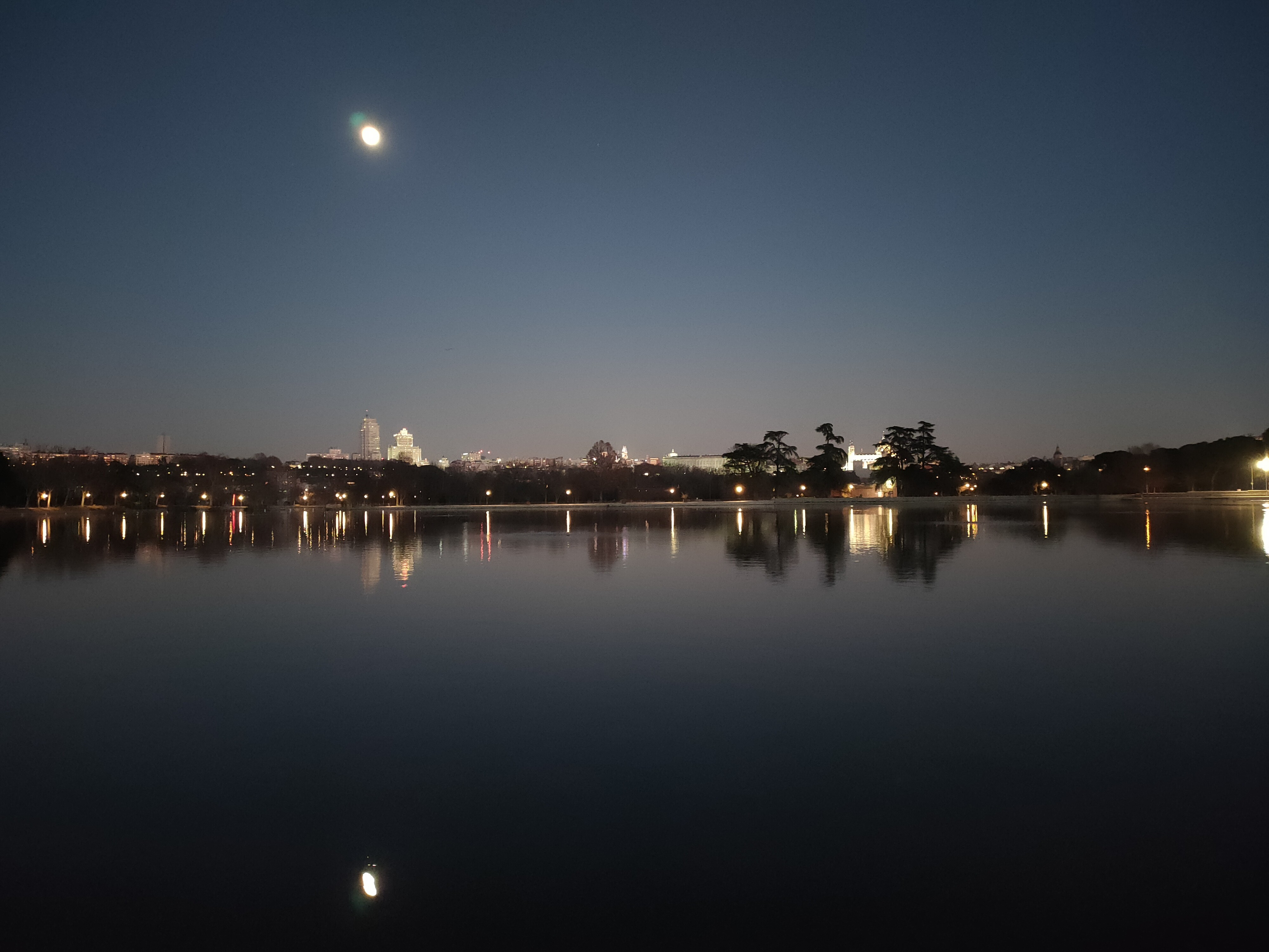
Vue du centre de Madrid depuis le lac (en décembre 2023).

La Casa de Campo est un jardin historique et le principal parc public de Madrid, en Espagne. Ancienne réserve de chasse pour la royauté, il s'étend sur 1 722 hectares dans l'ouest de la ville.

## Situation
Situé dans la partie occidentale de la capitale, dans l'arrondissement de Moncloa-Aravaca, il est limité par la vallée du Manzanares et l'autoroute M-30 à l'est, par l'arrondissement de Latina au sud et par la commune de Pozuelo de Alarcón à l'ouest. Enfin, il s'inscrit pratiquement en continuité avec le mont du Pardo au nord.
Avec 1 722 hectares, il est deux fois plus étendu que le bois de Boulogne à Paris (846 ha) et cinq fois plus que Central Park à New York (341 ha).

## Histoire
Philippe II d'Espagne décide d'installer la cour à Madrid et des terrains sont achetés au fil du temps. Sous Ferdinand VI d'Espagne, la zone est déclarée « forêt royale » et sert à la chasse.

## Monuments
- Palais des Vargas ;
- Pont de la Culebra ;
- La Tapia, servant au transport de l'eau ;
- Pont del Ferrocarril ;
- Reservado, des jardins ;
- La Partida, un verger ;
- des vestiges de la guerre d'Espagne (tranchées et bunkers).

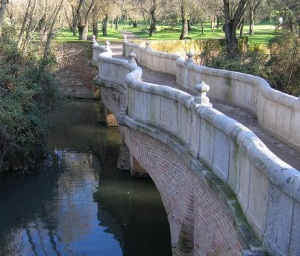
Pont de la Culebra.
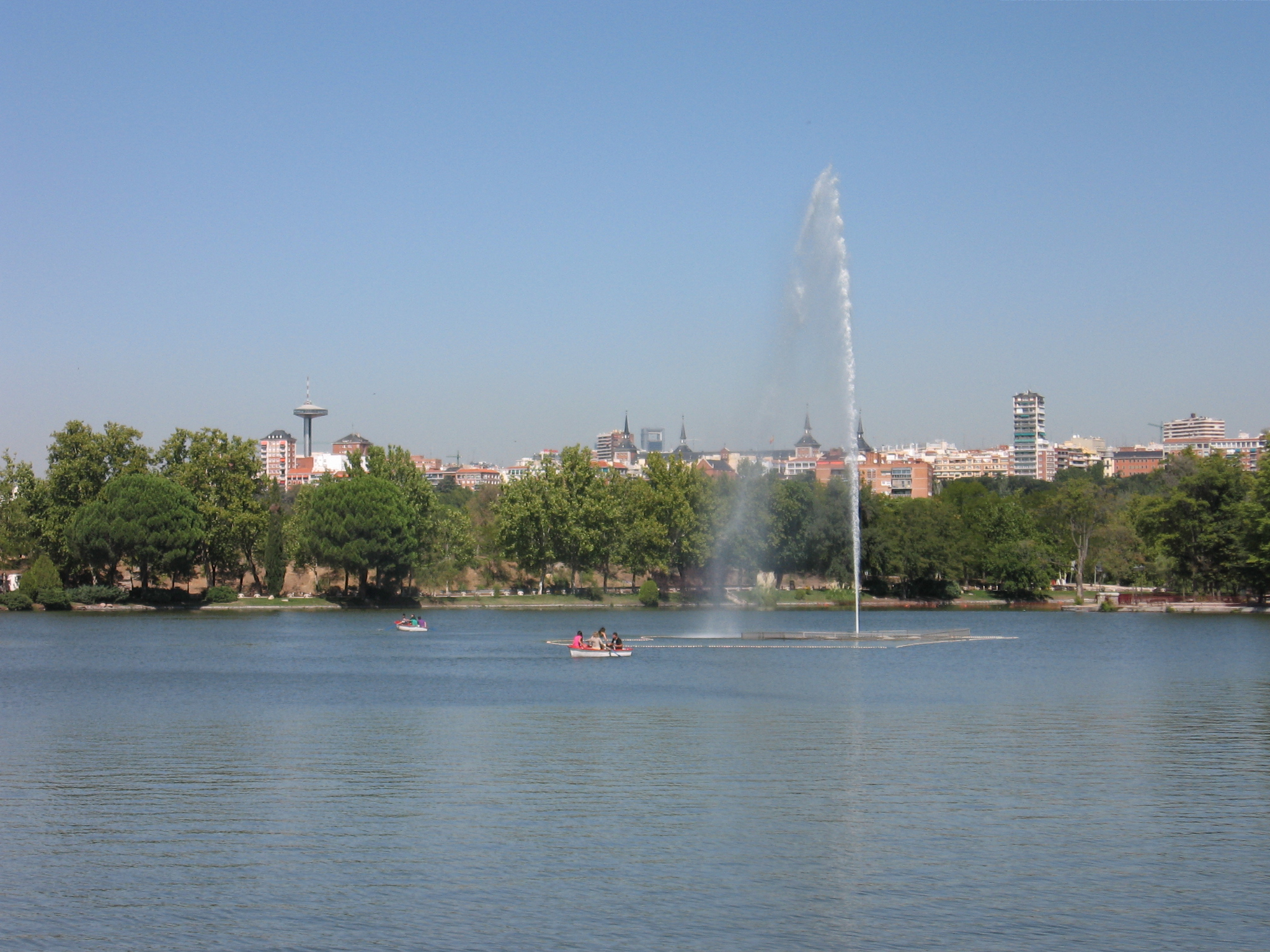
Le lac du Casa de Campo.

## Faune et flore
Il existe à la Casa de Campo trois écosystèmes différents (chênaie, pinède et forêt riveraine) et 133 espèces de vertébrés. 

## Attractions
Au Casa de Campo, il y a également le parque de Atracciones de Madrid, le zoo de Madrid, un téléphérique (rélié au Paseo de Rosales), une auberge de jeunesse, un parc des expositions et la Venta de Batán (stockage de taureaux à corrida). La Madrid Arena est également proche.

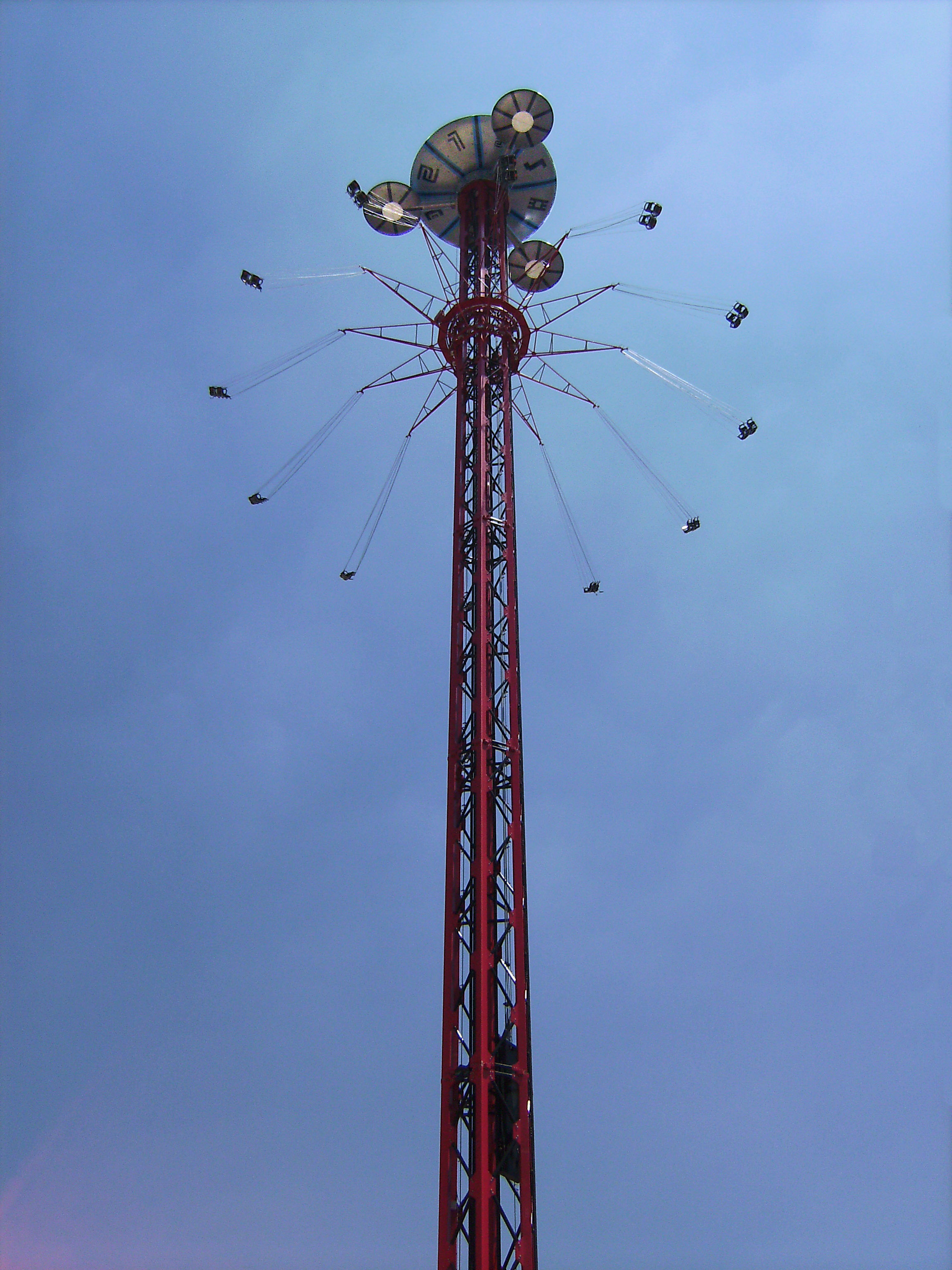
L'attraction « Star Flyer » du parque de Atracciones de Madrid.
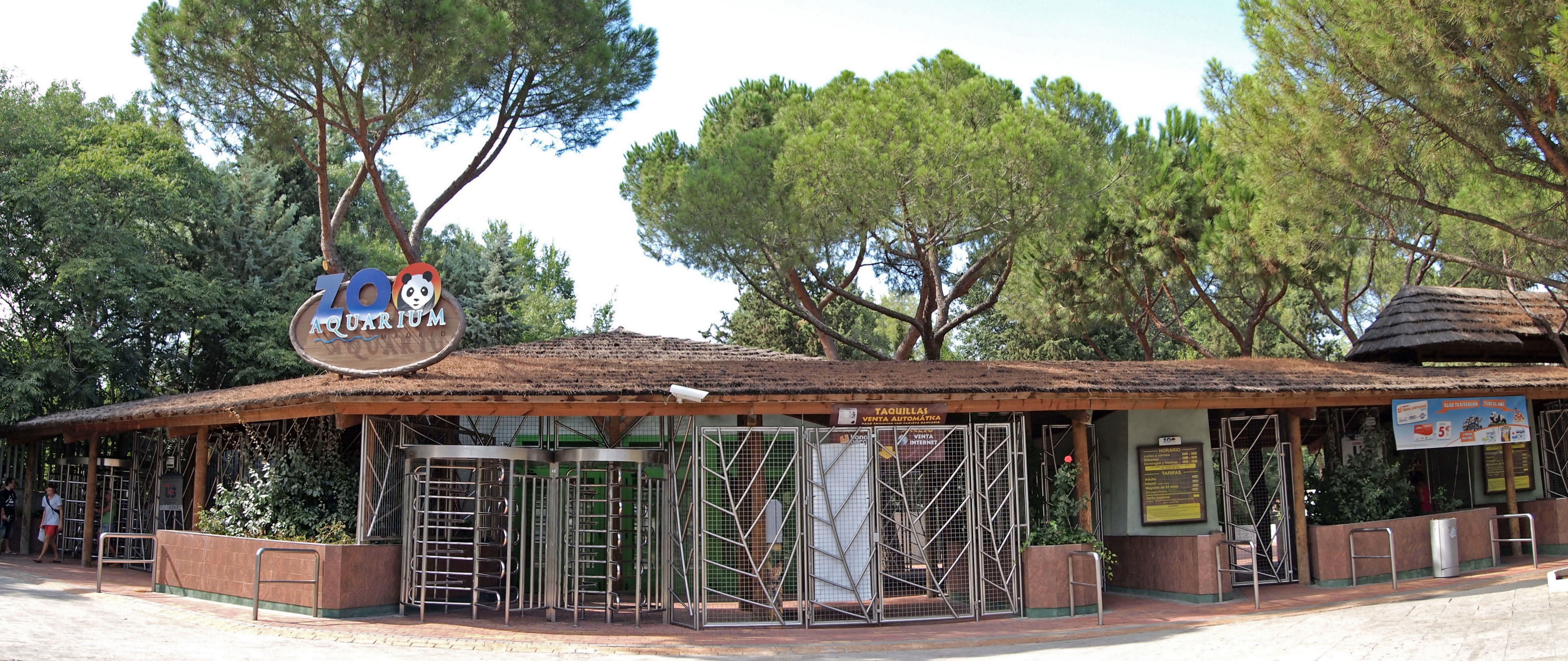
Zoo de Madrid.
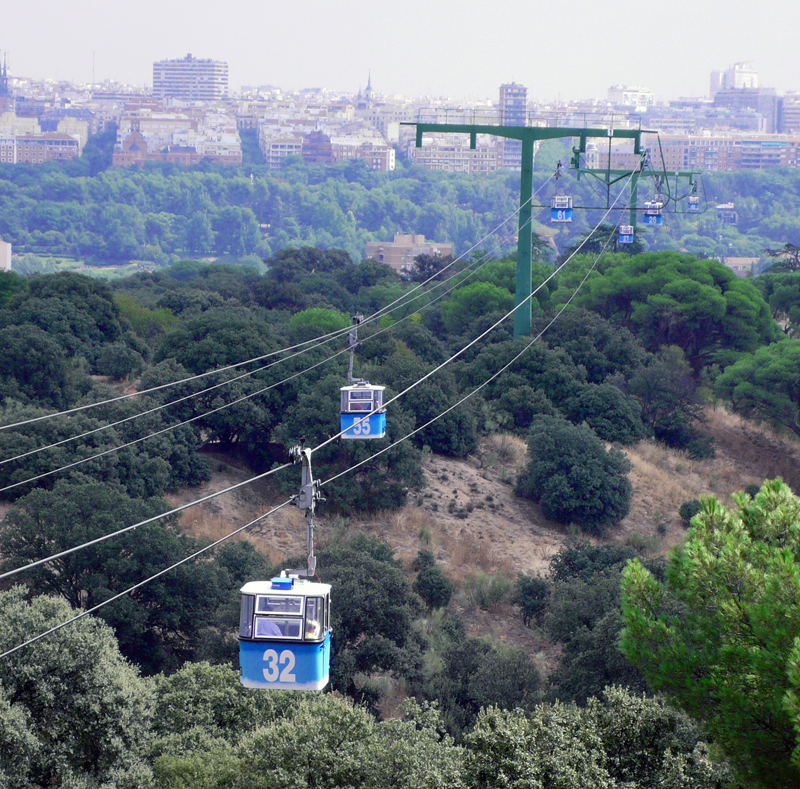
Téléphérique.
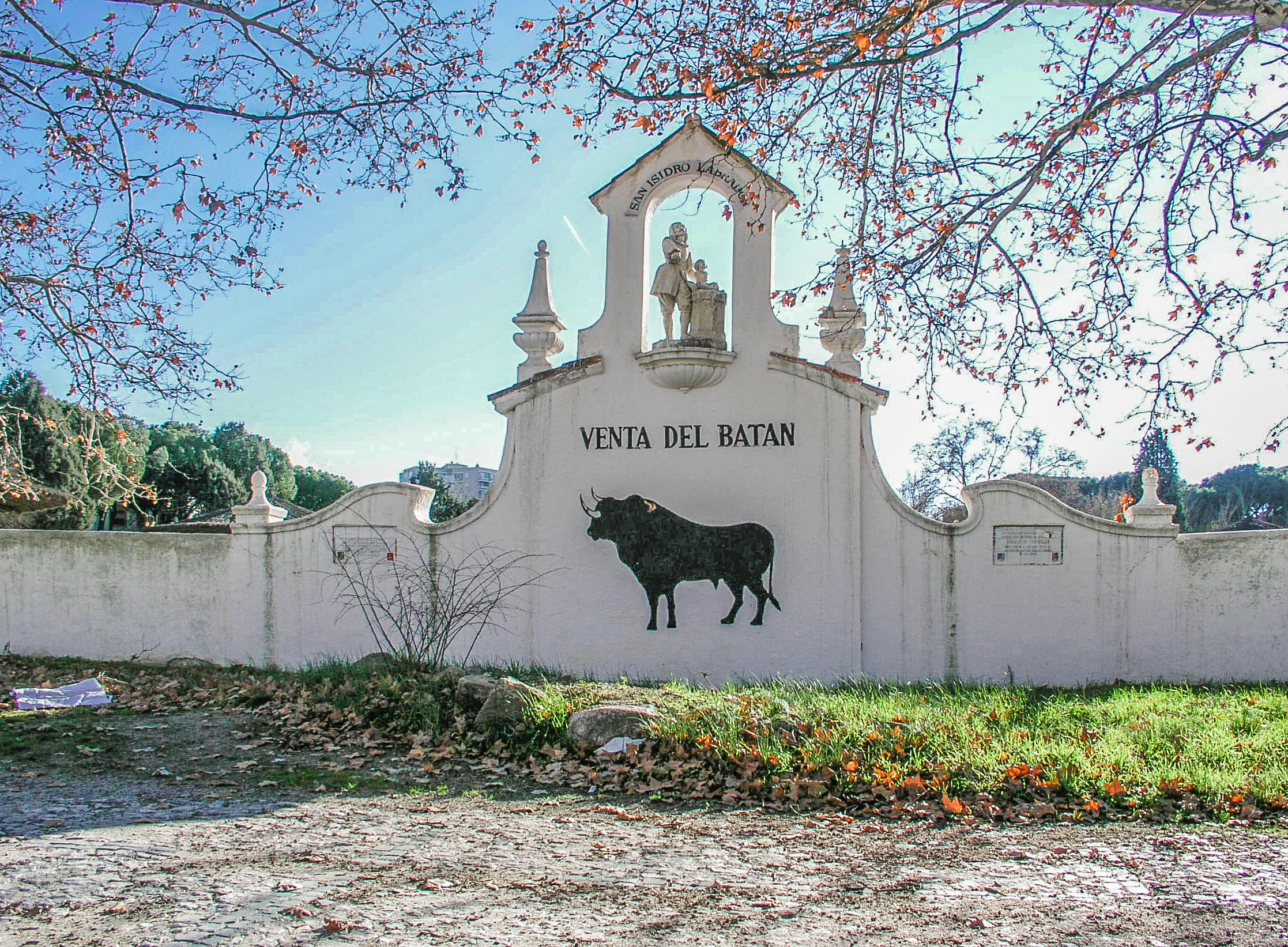
Venta de Batán.